# Parada Zwycięstwa w Moskwie (1945)

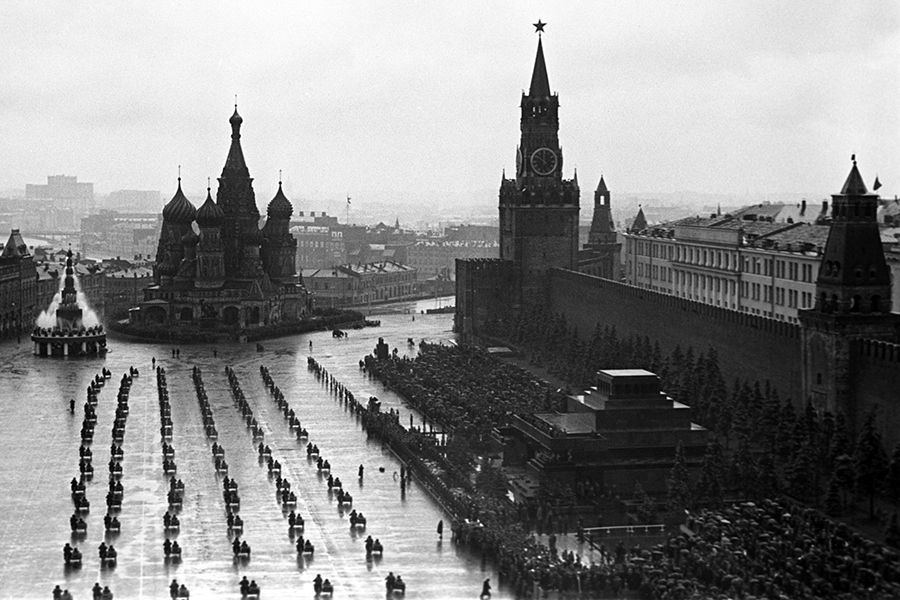
Parada Zwycięstwa w Moskwie

Parada Zwycięstwa (ros. Парад Победы) – parada przeprowadzona na placu Czerwonym w Moskwie na cześć zwycięstwa Związku Radzieckiego nad Niemcami w Wielkiej Wojnie Ojczyźnianej 24 czerwca 1945 roku . Gospodarzem defilady był Marszałek Związku Radzieckiego Gieorgij Żukow, a oddziałami dowodził Marszałek Związku Radzieckiego Konstanty Rokossowski. Specjalnie na paradę przywieziono z Berlina Sztandar Zwycięstwa, zawieszony nad Reichstagiem w toku operacji berlińskiej, ale ostatecznie go nie wyniesiono. Podczas parady odbyła się uroczystość obalenia niemieckich chorągwi i sztandarów, które po defiladzie zostały przekazane do Centralnego Muzeum Sił Zbrojnych.
W Paradzie Zwycięstwa 1945 roku wzięło udział 35 325 osób: 24 marszałków, 249 generałów, 2536 oficerów (od stopnia młodszego porucznika do pułkownika), 31 116 sierżantów i żołnierzy, 1400 muzyków wojskowych oraz 1850 sztuk sprzętu. Oprócz obywateli radzieckich maszerowali także Polacy i Bułgarzy. W okresie radzieckim kolejne Parady Zwycięstwa odbywały się jedynie w rocznicowych latach 1965, 1985 i 1990. Od 1995 roku parada odbywa się corocznie na głównym placu Federacji Rosyjskiej.

## Przygotowanie i organizacja
Naczelny Wódz Naczelny rozkazał:
Aby wziąć udział w paradzie w Moskwie na cześć zwycięstwa nad Niemcami, wydzielić z frontu połączony pułk. Połączony pułk sformować według następującego etatu: pięć batalionów dwukompaniowych po 100 osób w każdej kompanii (dziesięć drużyn po 10 osób). Dodatkowo 19 osób personelu dowodzącego w składzie: dowódca pułku – 1, zastępcy dowódcy pułku – 2 (do spraw bojowych i politycznych), szef sztabu pułku – 1, dowódcy batalionów – 5, dowódcy kompanii – 10 i 36 chorążych z 4 pomocnikami funkcjonariusze. W sumie w połączonym pułku ma się znaleźć 1059 osób i 10 osób w rezerwie.
W połączonym pułku powinno znajdować się sześć kompanii piechoty, jedna kompania artylerzystów, jedna kompania czołgistów, jedna kompania lotników i jedna kompania kombinowana (kawaleria, saperzy, sygnaliści).
Kompanie powinny być obsadzone tak, aby dowódcy oddziałów byli oficerami średniego szczebla, a w każdym oddziale znajdowali się żołnierze i sierżanci. Personel do udziału w defiladzie zostanie wybrany spośród żołnierzy i oficerów, którzy najbardziej zasłużyli się w walce i posiadają odznaczenia wojskowe. Uzbroić połączony pułk w: trzy kompanie strzeleckie – w karabiny, trzy kompanie strzeleckie – w karabiny maszynowe, kompanię artylerzystów – w karabiny zawieszone na plecach, kompanię czołgistów i kompanię lotników – w pistolety, kompanię saperów, sygnalistów i kawalerzystów – w karabiny zawieszone na plecach, a kawalerzystów dodatkowo w szable.
Na defiladę ma przybyć dowódca frontu i wszyscy dowódcy armii, w tym armii powietrznych i pancernych. Połączony pułk ma przybyć do Moskwy 10 czerwca 1945 roku z 36 sztandarami bojowymi formacji i jednostek frontu, które najbardziej wyróżniły się w walce oraz wszystkimi sztandarami zdobytymi na wrogu, niezależnie od ich liczby. Mundury paradne dla całego pułku zostaną wydane w Moskwie

 – Dyrektywa generała Aleksieja Antonowa do dowódcy Frontu Leningradzkiego, 1. i 2 Frontu Białoruskiego, 1., 2., 3. i 4 Frontu Ukraińskiego

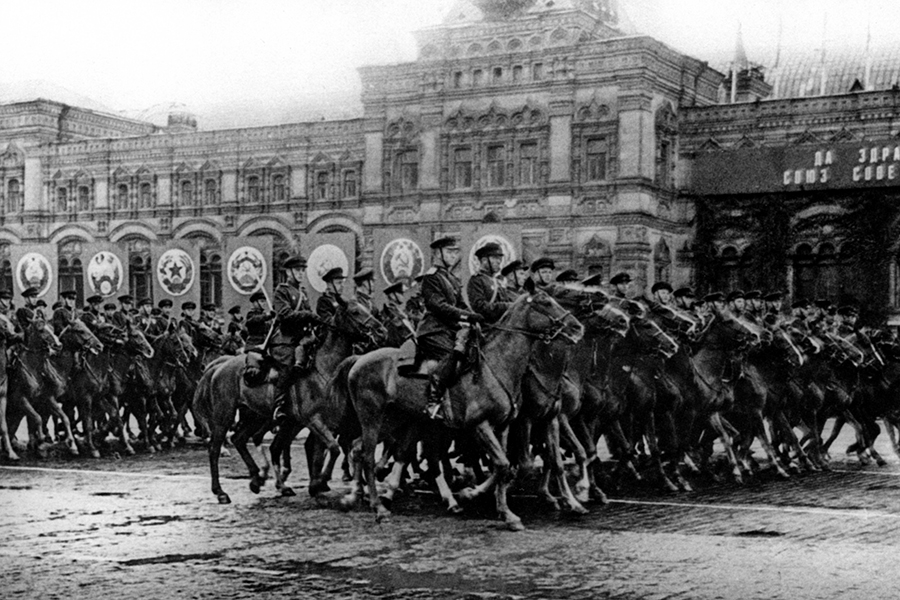
Przejście kawalerii podczas Parady Zwycięstwa

15 maja 1945 roku, wkrótce po kapitulacji III Rzeszy, Józef Stalin podjął decyzję o zorganizowaniu uroczystej defilady na placu Czerwonym w Moskwie dla upamiętnienia zwycięstwa nad hitlerowskimi najeźdźcami. Zamiar ten wyraził na uroczystym obiedzie na Kremlu, na który zaproszono ponad tysiąc osób: dowódców frontów, naukowców i artystów, przedstawicieli robotników i chłopów. Stalin nakazał zastępcy szefa Sztabu Generalnego, generałowi armii Siergiejowi Sztemienko, aby ten rozważył temat i zdał sprawozdanie na temat zorganizowania parady z udziałem przedstawicieli wszystkich frontów i wszystkich rodzajów wojsk. Na kolacji wszyscy poparli pomysł zaproszenia na paradę najznamienitszych bohaterów – żołnierzy, sierżantów, podoficerów, oficerów i generałów.
Wkrótce zorganizowano specjalną komisję do przygotowania wydarzenia, w skład której weszli przedstawiciele Komendy Kremla, Moskiewskiego Okręgu Wojskowego i innych jednostek. Na czele komisji stał szef garnizonu stołecznego, generał pułkownik Pawieł Artiemjew, który miał przygotować wszystkie niezbędne plany na paradę i projekt dyrektywy. Gospodarzem parady został marszałek Gieorgij Żukow, a dowódcą wojsk marszałek Konstanty Rokossowski. Wiele źródeł wskazuje, że Stalin nie został gospodarzem parady, gdyż nie posiadał wystarczających umiejętności jeździeckich. We wspomnieniach Gieorgija Żukowa Wspomnienia i refleksje czytamy, że według syna Stalina, Wasilija, tuż przed paradą przywódca próbował nauczyć się jazdy konnej, ale upadł z niego. Tego wydarzenia brakuje jednak w pierwszych wydaniach książki.
Głowa państwa brała jednak czynny udział w organizacji wydarzenia. Wbrew proponowanym przez komisję dwumiesięcznym przygotowaniom Stalin nakazał zorganizowanie parady w ciągu miesiąca. Z Berlina przywieziono Sztandar Zwycięstwa wywieszony wcześniej nad Reichstagiem.
W sumie planowano zaprezentować na defiladzie połączone pułki z dziesięciu frontów i Marynarki Wojennej. Zgodnie z pierwotnym zarządzeniem Sztabu Generalnego siła każdego połączonego pułku miała wynosić 1059 ludzi i 10 rezerw, ale później liczebność personelu wojskowego wzrosła do 1465 osób i 10 w rezerwie z każdego frontu. W akcji uczestniczyli także studenci akademii wojskowych, podchorążowie szkół wojskowych i żołnierze garnizonu moskiewskiego. Kandydaci do udziału w paradzie zostali starannie wybrani. W pierwszej kolejności brano pod uwagę personel wojskowy, który wykazał się odwagą w walce i posiadał odznaczenia wojskowe. Ważne były także cechy fizyczne, takie jak wzrost i wiek. I tak rozkaz dla żołnierzy 1 Frontu Białoruskiego z 24 maja 1945 roku stwierdzał, że kandydaci nie mogą mieć wzrostu poniżej 176 cm i nie mogą mieć więcej niż 30 lat. Ponieważ wszystkie wymogi formalne były trudne do spełnienia, w praktyce dla wielu uczestników robiono wyjątki.
W wyznaczonym czasie jednego miesiąca organizatorzy musieli rozwiązać wiele problemów. Na przykład personel wojskowy biorący udział w paradzie musiał zostać przywieziony na miejsce, zakwaterowany i zorganizowany w celu szkolenia. Cały personel pułku otrzymywał nowe umundurowanie letnie, pościel, materace, sztandary i inne niezbędne wyposażenie. Ponadto podczas parady konieczne było zapewnienie opieki medycznej, logistyki wojsk, transportu, materiałów drukowanych, fotografii i filmowania. Pod koniec maja sformowano połączone pułki składające się z pięciu batalionów i wysłano je do Moskwy. Do 10 czerwca w stolicy przygotowano baraki dla uczestników. Personel stacjonował w koszarach czernyszewskich, aleszyńskich, oktiabrskich i lefortowskich, a także na przedmieściach Chlebnikowa, Bolszewa i Lichoborów.
Tego samego dnia generał Artiemjewzatwierdził plan przygotowań do parady oraz ustalił czas i miejsce prób. Grafik był napięty: ćwiczenia i szkolenie personelu odbywały się codziennie po sześć do siedmiu godzin. O ile podchorążowie i żołnierze garnizonu moskiewskiego regularnie brali udział w ćwiczeniach musztry, to dla 15 tysięcy żołnierzy frontowych, nieprzyzwyczajonych do codziennych ćwiczeń, szkolenie było trudne. Oficerowie, generałowie i marszałkowie maszerowali razem z żołnierzami pierwszej linii. 12 czerwca na Lotnisku Centralnym im. Michaiła Frunzego odbyła się wspólna próba połączonych pułków w nowych mundurach. Na lotnisku odbyła się także próba generalna piechoty i kawalerii, a tydzień później na placu Czerwonym miał miejsce przegląd końcowy artylerii, wojsk pancernych i zmechanizowanych. Paweł Artiemjew podpisał plan formowania i marszu wojsk.
Dla Żukowa, gospodarza pochodu i jego pomocnika, wybrano konie tierskie jasnoszarego umaszczenia, zwane „Idolem” i „Celebsem”. Żukow w swoich wspomnieniach wspomina o białym koniu arabskim. Dla dowódcy parady marszałka Rokossowskiego i jego eskorty wybrano czarne konie o imionach „Polius” i „Orlik” z osobistej kolekcji marszałka Siemiona Budionnego. Według Sztemienki Żukow i Rokossowski to „starzy kawalerzyści, więc prawie nie musieli się szkolić” . Konie biorące udział w paradzie zostały przyzwyczajone do ryku silników i dźwięków orkiestry, a sami marszałkowie przez około miesiąc ćwiczyli ich ujeżdżenie. Dla uczestników moskiewskiej parady zorganizowano program kulturalny: oglądanie filmów oraz zwiedzanie teatrów i ośrodków kultury. Do udziału w uroczystościach przygotowywała się także połączona orkiestra licząca około 1400 osób. Według wstępnych obliczeń, wydarzenie miało trwać 2 godziny 9 minut i 10 sekund, a wziąć w nim udział miało około 40 tysięcy osób.

### Mundur paradny
Zlecenie uszycia specjalnych mundurów dla uczestników Parady Zwycięstwa otrzymała moskiewska fabryka „Bolszewiczka”. Fabryki odzieżowe w Moskwie i obwodzie moskiewskim poradziły sobie z zamówieniem, pomimo dużej ilości pracy i krótkiego czasu realizacji. Od końca maja do 20 czerwca robotnicy wyprodukowali ponad 15 tysięcy kompletów nowych mundurów. Mundury w kolorze morskiej zieleni dla radzieckiego personelu wojskowego po raz pierwszy uszyto właśnie na Paradę Zwycięstwa, po czym kolor ten stał się tradycyjną barwą munduru wyjściowego oficerów radzieckich.

### Sztandar Zwycięstwa

Wygląd przedniej strony Sztandaru Zwycięstwa

Według pierwotnego planu Parada Zwycięstwa miała rozpocząć się od wyniesienia Sztandaru Zwycięstwa, jednak zamiar ten nie został zrealizowany. 20 czerwca dostarczono do Moskwy sztandar, który mieli nieść na początku kolumny ci sami żołnierze, którzy zawiesili go nad Reichstagiem. Strażnik sztandaru w Muzeum Armii Radzieckiej A. Dementiew zeznał, że Stiepan Nieustrojew i jego pomocnicy – Michaił Jegorow, Meliton Kantaria oraz Ołeksij Berest – słabo wypadli na próbach, wykazując niezadowalające umiejętności musztry. Ponadto Nieustrojew otrzymał w czasie wojny pięć ran, w tym jedną w nogi. Zgodnie z decyzją Żukowa nie wyznaczono żadnych innych żołnierzy do wyniesienia sztandaru, a bohaterowie wojenni otrzymali zaproszenia jako goście na podium. Sztandar Zwycięstwa został wobec tego przekazany do przechowywania w Centralnym Muzeum Sił Zbrojnych. W 1965 roku pułkownik Konstantin Samsonow w towarzystwie Jegorowa i Kantarii po raz pierwszy wynieśli Sztandar Zwycięstwa na plac Czerwony.

### Sztandary i chorągwie
Produkcja sztandarów i chorągwi na paradę została powierzona jednostce moskiewskich budowniczych wojskowych pod dowództwem majora inżyniera S. Maksimowa. Rzemieślnicy długo pracowali nad pierwszą wersją sztandarów, lecz Stalin nie zgodził się na ich przyjęcie. W rezultacie zamówienie zostało przekazane specjalistom z warsztatów plastycznych i produkcyjnych Teatru Bolszoj, którzy w ciągu dziesięciu dni uszyli nowe sztandary. Produkcją zajęli się kierownik warsztatu artystycznego i rekwizytów W. Terzibaszian oraz kierownik warsztatu mechanicznego N. Czistiakow. Według nowego projektu, sztandar miał konstrukcję krzyżową: do pionowego drzewca zmocowano poziomą, żelazną belkę, z której zwisał płat, drzewc natomiast został zwieńczony dużą iglicą składającą się ze złotej, pięcioramiennej gwiazdy wpisanej w srebrny wieniec laurowy, nad nią zaś wznosiło się spiczaste zdobienie. Płat sztandaru był wykonany ze szkarłatnego aksamitu i wypełniony złotym napisem z nazwą frontu oraz tradycyjną ornamentyką. Krawędzie ozdobiono złotymi frędzlami. Projekt ten został zatwierdzony przez kierownictwo i ukończony w terminie. Ponieważ każdy sztandar ważył ponad 10 kilogramów, moskiewska fabryka rymarska szybko wyprodukowała uprzęże, które ułatwiły ich noszenie. W warsztatach Teatru Bolszoj wykonano także wstęgi, które ozdobiły głowice 360 sztandarów pułkowych. Każda taka wstęga symbolizowała zbiorowy wyczyn bojowy pułku.
Na polecenie Sztabu Generalnego przywieziono do Moskwy około 900 zdobycznych niemieckich sztandarów i chorągwi od oddziałów 1 Frontu Białoruskiego i 1 Frontu Ukraińskiego z Berlina oraz Drezna, które odebrał w sali gimnastycznej koszar lefortowskich dowódca 181 Pułku Piechoty 291 Dywizji Strzeleckiej, pułkownik A. K. Korkiszko. Specjalna komisja wybrała spośród nich 200 sztandarów (26 sztandarów pułkowych, 138 sztandarów batalionowych i 36 sztandarów dywizyjnych) do ceremonialnego obalenia podczas Parady Zwycięstwa. Sztandary te znajdują się obecnie w zbiorach Centralnego Muzeum Sił Zbrojnych.

### Odznaczenia
W ramach przygotowań do parady jej uczestnikom wręczono odznaczenia wojskowe. 24 maja wiceprzewodniczący Prezydium Rady Najwyższej ZSRR Nikołaj Szwernik wręczył Order „Zwycięstwo” marszałkom Gieorgijowi Żukowowi, Iwanowi Koniewowi, Rodionowi Malinowskiemu, Konstantemu Rokossowskiemu i Fiodorowi Tołbuchinowi. 12 czerwca Michaił Kalinin wręczył „Złotą Gwiazdę” Bohatera Związku Radzieckiego Georgijowi Żukowowi, Iwanowi Koniewowi, Konstantemu Rokossowskiemu, Iwanowi Bagramianowi i Andriejowi Jeriomience. Dla wielu z nich nie było to pierwsze wyróżnienie tej rangi. Żołnierze frontowi biorący udział w Paradzie Zwycięstwa zostali jako pierwsi odznaczeni Medalami „Za zwycięstwo nad Niemcami w Wielkiej Wojnie Ojczyźnianej 1941–1945”, zatwierdzonymi 9 maja 1945 roku. Do każdego medalu wydano specjalny, czerwony certyfikat. Jednocześnie wymieniano odznaczenia stare lub wadliwe na nowe z baretkami.

## Przebieg parady

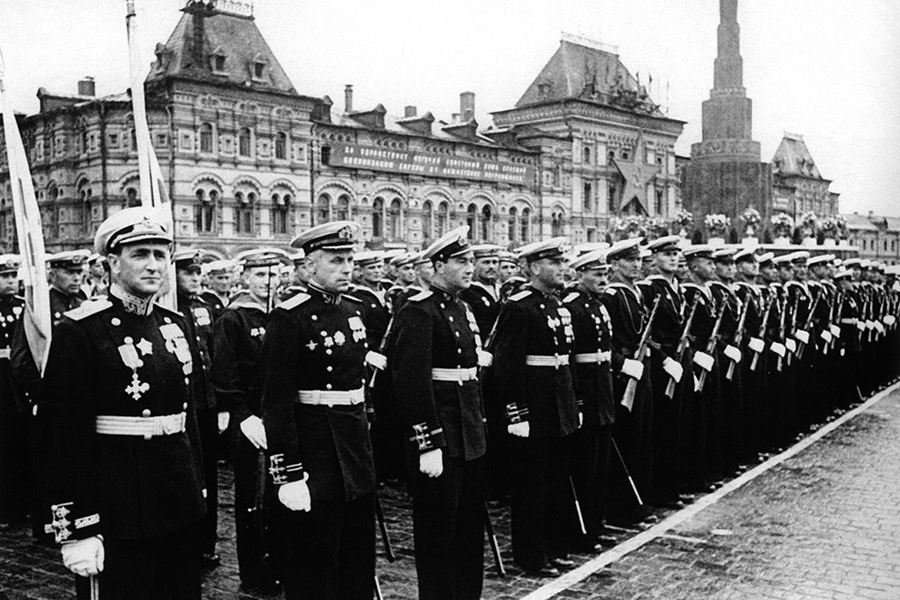
Marynarze na paradzie

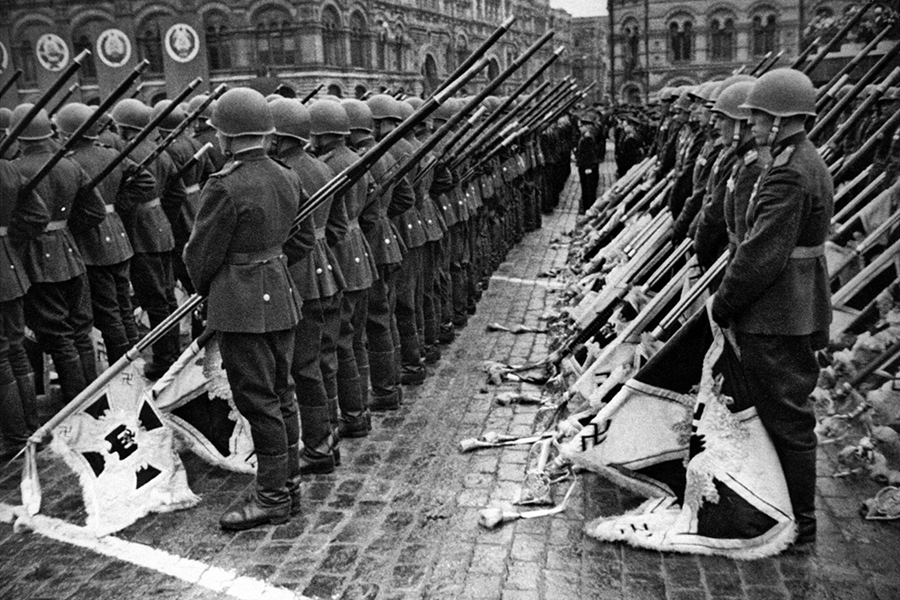
Obalone sztandary niemieckie

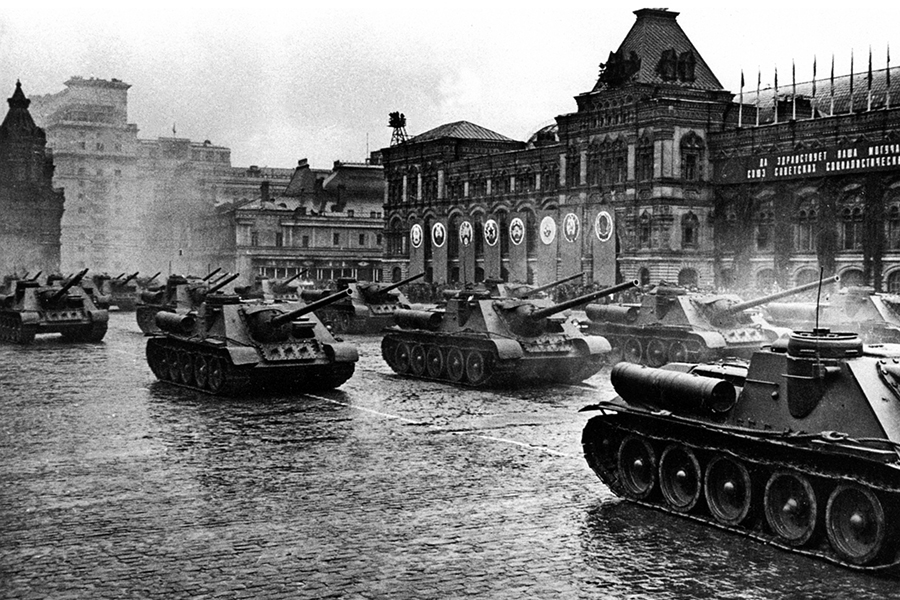
Parada sprzętu wojskowego

Uroczysta Parada Zwycięstwa rozpoczęła się na placu Czerwonym 24 czerwca 1945 roku punktualnie o godzinie 10:00. Podczas uroczystości padał deszcz, a temperatura powietrza oscylowała wokół 15 °C. Stalin stojący na podium Mauzoleum Lenina ubrany był w płaszcz przeciwdeszczowy i kalosze. Zmoczyli się także marszałkowie prowadzący paradę. Jak wspomina prawnuczka Rokossowskiego, po deszczu uroczysty mundur marszałka skurczył się tak bardzo, że trzeba go było rozerwać, zdjąć po kawałkach i ponownie zszyć. Na cześć święta plac Czerwony został bogato udekorowany szkarłatnymi sztandarami zwycięstwa i kwiatami. Wzdłuż fasad GUM-u umieszczono godła republik związkowych z godłem państwowym ZSRR pośrodku. Na Łobnom miestie zbudowano 26-metrową „Fontannę Zwycięzców”, którą po paradzie rozebrano.

### Przejście wojsk
W dniu parady zabrzmiała trąba, wzywając żołnierzy do pobudki o czwartej rano. Połączone pułki frontowe wyruszyły z koszar w stronę placu Czerwonego. Z fabryk, zakładów pracy i instytucji rządowych wyszły świąteczne kolumny demonstrantów, a na ulicę Gorkiego wyprowadzono czołgi i inny sprzęt wojskowy. Około godziny dziesiątej pułki ustawiły się na placu przed Mauzoleum w tej samej kolejności, w jakiej utrzymywały linię frontu. Pułk Frontu Karelskiego ulokowano na prawym skrzydle, a oddziały 3 Frontu Ukraińskiego na lewym.
Kiedy kuranty wybiły godzinę 10:00, gospodarz parady marszałek Gieorgij Żukow wyjechał z bramy na białym koniu w towarzystwie adiutanta. Według niektórych źródeł marszałek naruszył jednocześnie dwie stare tradycje, jadąc konno i z zakrytą głową przez bramę kremlowskiej Wieży Spasskiej. Naprzeciwko Mauzoleum Lenina Żukow spotkał się z dowódcą parady, marszałkiem Rokossowskim, który poinformował o gotowości uczestników. Następnie rozpoczął się przegląd wojsk. Z trybun marsz oglądali Józef Stalin, Wiaczesław Mołotow, Michaił Kalinin, Klimient Woroszyłow i inni członkowie Biura Politycznego. W imieniu i na rzecz rządu radzieckiego oraz Wszechzwiązkowej Komunistycznej Partii (bolszewików) Żukow pogratulował walecznym żołnierzom radzieckim „wielkiego zwycięstwa nad imperializmem niemieckim”. Po zakończeniu przemówienia orkiestra wykonała hymn ZSRR, a z armat Kremla oddano 50 salw artyleryjskich.
W paradzie wzięło udział łącznie 35 325 osób, w tym:
- sierżanci i żołnierze – 31 116,
- oficerowie – 2809, w tym 249 generałów i 24 marszałków,
- połączona orkiestra wojskowa – 1400[42].

#### Połączone pułki

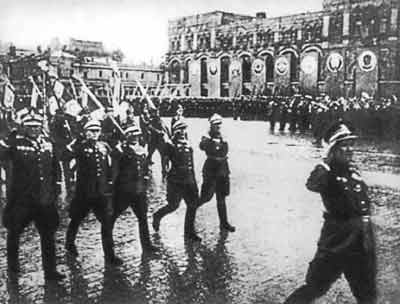
Polski oddział na Paradzie Zwycięstwa w Moskwie

Jako pierwszy przez plac Czerwony maszerował połączony pułk perkusistów, przeszkolony przez II Moskiewską Szkołę Muzyków Wojskowych Armii Czerwonej, za nim szły połączone pułki frontów w kolejności ich rozmieszczenia z północy na południe: Karelski, Leningradzki, 1. Bałtycki, 3., 2. i 1. Białoruski, 1., 2., 3. i 4. Ukraiński, połączone pułki Marynarki Wojennej. W ramach pułku 1 Frontu Białoruskiego w specjalnej kolumnie maszerowali przedstawiciele ludowego Wojska Polskiego, na których czele stanął generał broni Władysław Korczyc. Przed połączonymi pułkami frontów szli dowódcy frontów i armii, Bohaterowie Związku Radzieckiego nieśli sztandary zasłużonych jednostek i formacji. Dla każdego połączonego pułku orkiestra wykonała osobny marsz. Dowódca bułgarskiej 1. Armii, generał porucznik Władimir Stojczew, został jedynym zagranicznym generałem, któremu przyznano prawo dowodzenia wraz z generałami radzieckimi kolumną połączonego pułku 3. Frontu Ukraińskiego.
W skład połączonych pułków wchodzili żołnierze, sierżanci i oficerowie (w tym sztab dowodzenia, każdy pułk liczył ponad tysiąc ludzi) różnych rodzajów wojsk, którzy wyróżnili się w walce i otrzymali rozkazy wojskowe. Niosący flagi i pomocnicy nieśli 36 sztandarów bojowych najwybitniejszych formacji i jednostek każdego frontu biorącego udział w wojnie. Połączony pułk Marynarki Wojennej (pod dowództwem wiceadmirała Władimira Fadiejewa) składał się z marynarzy Floty Północnej, Bałtyckiej i Czarnomorskiej, Flotylli Dnieprzańskiej i Dunajskiej. W udziale nie brały udziału jednostki z siedmiu frontów Sił Zbrojnych ZSRR działających na dzień 9 maja 1945 roku: Zakaukaskiego, Dalekowschodniego, Zabajkalskiego oraz czterech frontów obrony powietrznej – Zachodniego, Centralnego, Południowo-Zachodniego i Zakaukaskiego. Jednak w Paradzie Zwycięstwa wzięły udział połączone pułki z dwóch frontów rozwiązanych przed zakończeniem wojny – Karelskiego i 1 Bałtyckiego. Centralną Wojskową Szkołę Hodowli Psów reprezentowało 301 osób. Służba wykrywania min brała udział w paradzie wraz z psami. Jednostki garnizonu moskiewskiego obejmowały połączony pułk Ludowego Komisariatu Obrony, akademii wojskowej, szkoły wojskowe i suworowskie, połączoną brygadę kawalerii, jednostki i pododdziały artylerii, wojsk powietrznodesantowych i pancernych.

Połączone pułki przywiozły ze sobą wiele sztandarów pokonanych jednostek i formacji hitlerowskich, w tym nawet osobisty sztandar Hitlera. Nie było sensu sprowadzać ich wszystkich na plac Czerwony. Wybrano zaledwie dwieście z nich. Relikty bitewne wroga musiała nieść specjalnie wyznaczona kompania. Uzgodniono, że będzie je niosła pod kątem, niemal dotykając płatami ziemi, a następnie przy dźwięku kilkudziesięciu bębnów rzuci u podnóża Mauzoleum Lenina... U podnóża mauzoleum na drewnianych platformach, aby dotykiem nie zbezcześcili świętych kamieni kostki brukowej placu Czerwonego.

 – Ze wspomnień generała Siergieja Sztemienki

#### Obalenie niemieckich sztandarów i chorągwi
Marsz połączonych pułków zakończyła kolumna żołnierzy, która niosła 200 opuszczonych sztandarów i chorągwi pokonanych formacji niemieckich. Sztandary te rzucono u stóp Mauzoleum Lenina przy biciu 80 bębnów. Niemieckie sztandary wzoru 1935 zostały zdobyte przez oddziały Smiersza w maju 1945 roku. Zdekompletowany sztandar 1 Dywizji Pancernej SS „Leibstandarte Adolf Hitler” był także starym modelem z 1935 roku (obecnie płat z niego przechowywany jest oddzielnie w archiwum FSB). Wśród sztandarów znalazło się też prawie dwadzieścia sztandarów z czasów Cesarstwa Niemieckiego, głównie kawaleryjskich, a także flagi partyjne NSDAP, Hitlerjugend, Deutsche Arbeitsfront i innych (wszystkie przechowywane są w Centralnym Muzeum Sił Zbrojnych). Jako pierwszy sztandar Dywizji „Leibstandarte SS Adolf Hitler” rzucił Fiodor Legkoszkur. Żołnierze rzucający wrogie sztandary pochodzili z 3 Pułku Dywizji im. Feliksa Dzierżyńskiego OSNAZ-u. Ceremonią dowodził starszy porucznik Dmitrij Wowk.
Spośród ponad 900 sztandarów i chorągwi formacji niemieckich w Centralnym Muzeum Sił Zbrojnych przechowuj się do dziś około 500 z nich. W latach pięćdziesiątych i sześćdziesiątych XX wieku ponad 100 sztuk wróciło do NRD. Kilkadziesiąt sztandarów trafiło następnie do muzeów w Bułgarii i Polsce, a w latach 90. kolejnych kilkanaście sztandarów sprzedano do muzeum w USA.
Nie wiadomo dokładnie, kto był autorem pomysłu rozrzucenia sztandarów u stóp Mauzoleum Lenina: według generała Sztemienki pomysł ze sztandarami podsunął sam Stalin, stwierdzając, że należy je przywieźć na paradę i rzucić pod nogi zwycięzcom. Według innej wersji, którą przytoczył w swojej książce Na starych schodach zapada ciemność A.P. Chudakow, akademik Jewgienij Tarle sugerował rozrzucenie pod mauzoleum niemieckich chorągwi, powołując się na przykład rzymskich dowódców .

#### Mity
Z tym wydarzeniem we współczesnej masowej świadomości wiąże się kilka mitów:
- według jednego z mitów jego uczestnicy nosili skórzane rękawiczki, aby podkreślić swoją pogardę dla faszystowskich sztandarów[21]. Z kronik filmowych i fotografii wynika jednak, że niemal wszyscy uczestnicy parady mieli na sobie rękawiczki, także ci, którzy nieśli radzieckie sztandary[51][52].
- według innego mitu sztandary wrzucano na drewniane platformy[21], aby nie zbezcześcić placu Czerwonego, w rzeczywistości jednak rzucano je bezpośrednio na bruk[3][51].
- według trzeciego mitu, po zakończeniu parady poza miastem spalono rękawiczki uczestników tej części uroczystości oraz wspomniane podesty (w niektórych źródłach nawet same sztandary)[21], nie ma jednak na to żadnych dowodów[3].
- według czwartego mitu, wśród wrogich sztandarów (często twierdzi się, że jako ostatni) rzucono sztandar Rosyjskiej Armii Wyzwoleńczej generała Andrieja Własowa, którego barwy pokrywają się ze współczesną flagą państwową Rosji: w rezultacie słychać argumenty przeciwko używaniu rosyjskiej flagi na współczesnych paradach 9 maja. Wśród zdobycznych sztandarów na placu nie było jednak flagi „własowców”[3].

#### Pojazdy bojowe

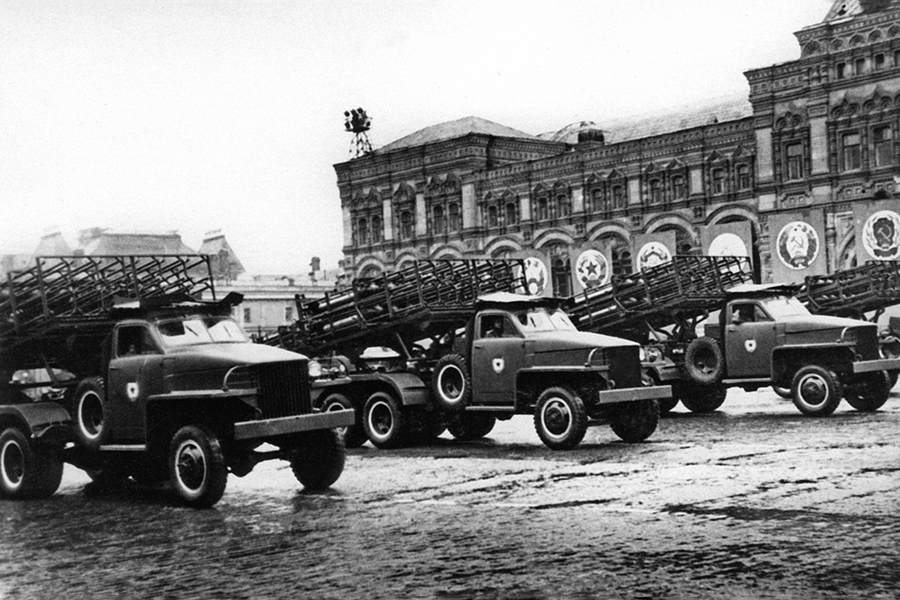
Wyrzutnie rakiet BM-31-12 na paradzie

Trzecią częścią parady był pokaz sprzętu wojskowego. Wszystko zaczęło się od przejścia ciężkich karabinów maszynowych, a także dział małego i średniego kalibru. Następnie na plac przybyły działa przeciwpancerne kalibrów 76, 100, 122 mm – haubice ZiS-3, BS-3, M-30 i wyrzutnie rakiet BM-31-12. Przegląd artylerii zakończył się przejazdem dział dużego kalibru od 120 do 305 mm oraz czołgów T-34 i IS-2, dział samobieżnych SU-76, SU-100 i ISU-152. W paradzie wzięły udział także alianckie pojazdy wojskowe, na przykład amerykańskie ciężarówki Studebaker US-6 i Dodge WC oraz pojazdy dowodzenia Jeep Willys. W sumie w ciągu 50 minut na placu zaprezentowano 1850 sztuk sprzętu wojskowego.
Parada Zwycięstwa zakończyła się około południa marszem Siemiona Czernieckiego Chwała ojczyźnie w wykonaniu połączonej orkiestry. Parada trwała 122 minuty, z czego przejście poszczególnych korpusów zajęło następujący czas:
- piechota – 36 minut,
- kawaleria – 4 minuty,
- artyleria – 29 minut,
- pojazdy opancerzone – 21 minut,
- inne działania – pozostały czas.

Kolumny uczestników parady po minięciu podium musiały opuścić plac, żołnierzom frontowym nie wolno było pozostać w charakterze widzów. Wielu z nich wróciło wieczorem na plac Czerwony. Planowany przemarsz kolumny robotników nie odbył się ze względu na złą pogodę. Z tego samego powodu odwołano lotniczą część parady – na lotniskach pozostało 216 samolotów.

### Fajerwerki
Wieczorem 24 czerwca pogoda się poprawiła. Włączono świąteczną iluminację, Moskwę otoczono pięcioma pierścieniami reflektorów: pierwszy wokół Kremla, drugi wzdłuż Pierścienia Bulwarowego, trzeci wzdłuż Pierścienia Sadowego, czwarty przy dworcach kolejowych i piąty wzdłuż obwodnicy kolejowej. O godzinie 23:00 ze 100 balonów podniesionych przez działa przeciwlotnicze wyleciało 20 tysięcy rakiet, a na ziemi odpalono fajerwerki. Na zakończenie święta na niebie wyświetlono sztandar z wizerunkiem Orderu „Zwycięstwo”.

Przeprowadzona 24 czerwca tego roku Parada Zwycięstwa żołnierzy czynnej armii, Marynarki Wojennej i jednostek garnizonu moskiewskiego wykazała się dobrą organizacją, spójnością i wyszkoleniem musztry wszystkich żołnierzy biorących udział w defiladzie. Wyrażam wdzięczność marszałkom, generałom, oficerom, sierżantom i żołnierzom – uczestnikom Parady Zwycięstwa

 – Specjalne podziękowania od Stalina dla organizatorów święta

## Akompaniament muzyczny
Paradzie towarzyszyła połączona orkiestra dęta garnizonu moskiewskiego, a jej przygotowaniami kierował generał major Siemion Czerniecki. Zespół muzyczny składał się z 38 orkiestr moskiewskich szkół wojskowych, jednostek wojskowych Armii Czerwonej i NKWD. Połączona orkiestra liczyła 1220 muzyków i występowała pod kierunkiem 50 kapelmistrzów. Łącznie w paradzie wzięło udział 1313 muzyków, z których najmłodszy miał 13 lat.
Repertuar był gotowy do zatwierdzenia 5 czerwca 1945 roku. Na ostatecznej liście znalazło się 36 utworów, w tym hymn ZSRR, fanfary i utwór na bębny. Dwadzieścia utworów prezentowanych na festiwalu zostało napisanych przez samego generała majora Czernieckiego. Orkiestra zagrała kilka starych marszów rosyjskich, w tym trzykrotnie Marsz starego jegra z XVIII wieku. Podczas Parady Zwycięstwa odbyło się także finałowe wykonanie chóralne Sławsja z opery Iwan Susanin Michaiła Glinki.
Pierwszym utworem po raporcie dla Naczelnego Wodza była uroczysta fanfara moskiewska pod batutą Wasilija Agapkina. Parada rozpoczęła się utworem na bębny zagranym przez muzyków z II Moskiewskiej Szkoły Muzycznej. Każdy połączony pułk przeszedł pod własną pieśń marszową. Podczas przejścia kawalerii rozległ się marsz Czernieckiego Kłus kawalerii. Parada zakończyła się marszem Chwała Ojczyźnie. Podziękowano wszystkim muzykom i kapelmistrzom.

## Materiały filmowe
Paradzie Zwycięstwa poświęcony jest film dokumentalny o tym samym tytule, nakręcony w 1945 roku. Stał się on jednym z pierwszych filmów kolorowych wyprodukowanych w ZSRR – fragment został nagrany na przechwyconym niemieckim filmie kolorowym, którego montaż i udźwiękowienie planowano przeprowadzić w Berlinie w celu przyspieszenia premiery kolorowej wersji filmu. Centralna Wytwórnia Filmów Dokumentalnych stworzyła także wersję czarno-białą. Wydarzenie zostało sfilmowane przez ponad 100 operatorów i fotoreporterów, z których wielu było wcześniej zaangażowanych w rejestrowanie walk na pierwszej linii frontu. Operatorzy byli zlokalizowani w głównych punktach obserwacyjnych placu Czerwonego i pobliskich budynków.
Operatorzy nie wiedzieli, że planowane jest obalenie niemieckich sztandarów i to ujęcie trafiło do filmu przez przypadek. Część materiału filmowego była wadliwa z powodu deszczu. Film Parada Zwycięstwa został zaprezentowany Stalinowi tydzień później na zamkniętym pokazie na Kremlu . Gotowy obraz pokazywano w całym kraju.
Oryginały zapisów przechowywane są w Rosyjskim Państwowym Archiwum Dokumentów Filmowych. W 2004 roku film poddano renowacji (usunięto uszkodzenia mechaniczne, podsycono kolory) i wydano kopię na nowej taśmie. Pełną cyfrową wersję parady po raz pierwszy wyemitowano 9 maja 2020 roku na kanale telewizyjnym Pobieda. Głosów użyczyli Igor Kiriłłow, Anna Szatiłowa i Dina Grigoriewa.

## Przyjęcie na Kremlu
Dzień po paradzie, 25 czerwca, na Kremlu zorganizowano przyjęcie rządowe na cześć uczestników Parady Zwycięstwa, w którym wzięło udział ponad tysiąc osób. Wydarzenie zaplanowano na godzinę 17:00, ale goście zaczęli pojawiać się wcześniej. W Sali Gieorgijewskiej zastawiano stoły dla ważnych osobistości państwowych na czele ze Stalinem, natomiast w Granowitej Pałacie przyjmowano oficerów i żołnierzy. Uczestników częstowano francuskimi winami i amerykańską whisky, a na sztućcach widniał wizerunek sierpa i młota. Naoczni świadkowie wspominają, że obecnych obsługiwali kelnerzy z najlepszych moskiewskich restauracji.

Kawior granulowany i prasowany, ciasta, bałyk, śledź z dodatkami, wędzona szemaja, jesiotr gwiaździsty w galarecie, rostbef, szynka, galantyna, sałatka Olivier, sałatka wiosenna, ogórki, rzodkiewka, ser, masło, tosty, pieczarki, kalafior, szparagi, nelma w białym winie, pieczona jagnięcina z ziemniakami, pieczony indyk i kurczak z surówką. Deser truskawkowy, lody, kawa, owoce, migdały, likiery

 – Z menu 25 czerwca 1945 roku

## Inne parady 1945 roku
W 1945 roku oprócz głównych uroczystości w dniu 24 czerwca odbyły się jeszcze cztery parady. Pierwszą było przejście wojsk radzieckich 4 maja 1945 roku pod Bramą Brandenburską i Reichstagiem, które zostało przyjęte przez komendanta wojskowego Berlina, generała pułkownika Nikołaja Bierzarina. Druga defilada w Berlinie odbyła się 7 września za namową Georgija Żukowa: wojska alianckie przeszły na plac przy Bramie Brandenburskiej na cześć kapitulacji Japonii i zakończenia II wojny światowej. Każdy naród sprzymierzonych reprezentował połączony pułk składający się z około tysiąca ludzi i jednostek pancernych. W paradzie nie wzięły udziału siły powietrzne i marynarka wojenna. Oprócz Żukowa gospodarzami parady byli amerykański generał Dwight Eisenhower, brytyjski feldmarszałek Bernard Law Montgomery i francuski generał armii Jean de Lattre de Tassigny.
Trzecia defilada wojsk radzieckich odbyła się 16 września w Harbinie w Chinach i również zbiegła się w czasie ze zwycięstwem nad Japonią. Żołnierze maszerowali w mundurach polowych, a za nimi przejechały czołgi i dział samobieżne. Paradą dalekowschodnią dowodził generał artylerii Konstantin Kazakow, a gospodarzem był generał pułkownik Afanasij Biełoborodow.
Pierwszy powojenny pokojowy marsz odbył się 12 sierpnia 1945 roku na placu Czerwonym – parada sportowców również zbiegła się w czasie ze zwycięstwem w II wojnie światowej. Wydarzenie miało duże znaczenie ideologiczne: prasa zagraniczna donosiła, że w Moskwie jest wielu żebraków i osób niepełnosprawnych, a system reglamentacji żywności nie został jeszcze zniesiony. Władze radzieckie starały się zainspirować społeczeństwo i pokazywać, że w kraju jest jeszcze wielu silnych i zdrowych ludzi, którzy są gotowi odbudować go z ruin. W paradzie sportowej wzięło udział 25 tysięcy uczestników z 16 republik związkowych: wybrano osoby o wysokim wzroście, atletycznej budowie i atrakcyjnym wyglądzie. W osobnej kolumnie wystąpili sportowcy posiadający tytuł Bohatera Związku Radzieckiego, dla których uszyto specjalne białe garnitury, czapki i półbuty. Program sportowo-gimnastyczny imprezy został zaplanowany na 4 godziny i 20 minut. Na podium zaproszono Dwighta Eisenhowera, jego syna porucznika Johna Eisenhowera i ambasadora USA w ZSRR Averella Harrimana. O tej paradzie także powstał film dokumentalny.

Staliśmy na podium mauzoleum przez pięć godzin i przez cały ten czas trwały występy sportowe. Nikt z nas nigdy nie widział czegoś choćby w najmniejszym stopniu podobnego do tego spektaklu. Występujący sportowcy byli ubrani w kolorowe kostiumy, a tysiące osób wykonywały ruchy w tym samym rytmie. Tańce ludowe, akrobacje i ćwiczenia gimnastyczne zostały wykonane z nienaganną precyzją i oczywiście z wielkim zapałem. Orkiestra, licząca podobno tysiąc muzyków, grała nieprzerwanie przez cały pięciogodzinny występ

 – Ze wspomnień generała i prezydenta USA Dwighta Eisenhowera

## Kolejne Parady Zwycięstwa

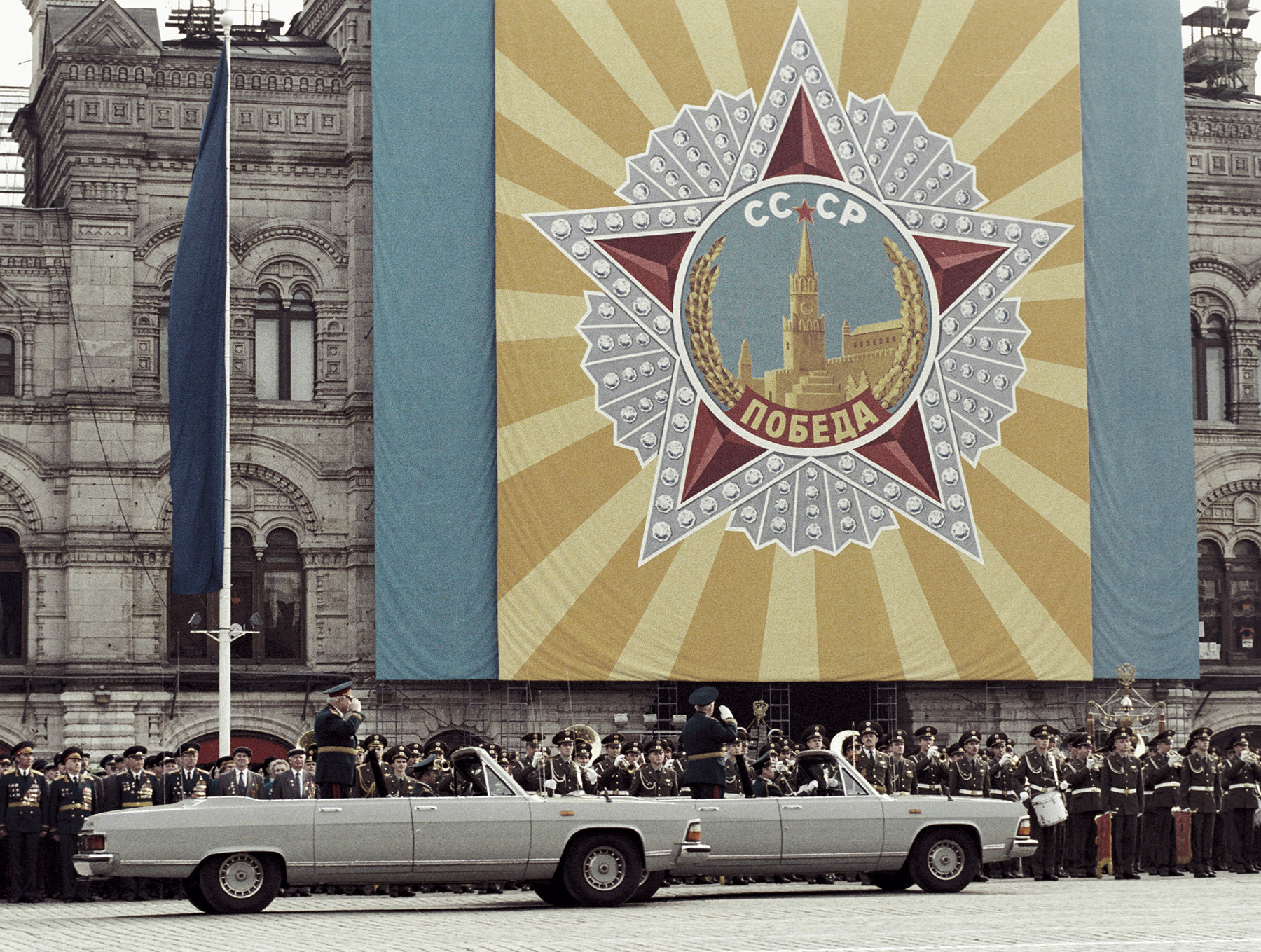
Parada weteranów na placu Czerwonym, 1995

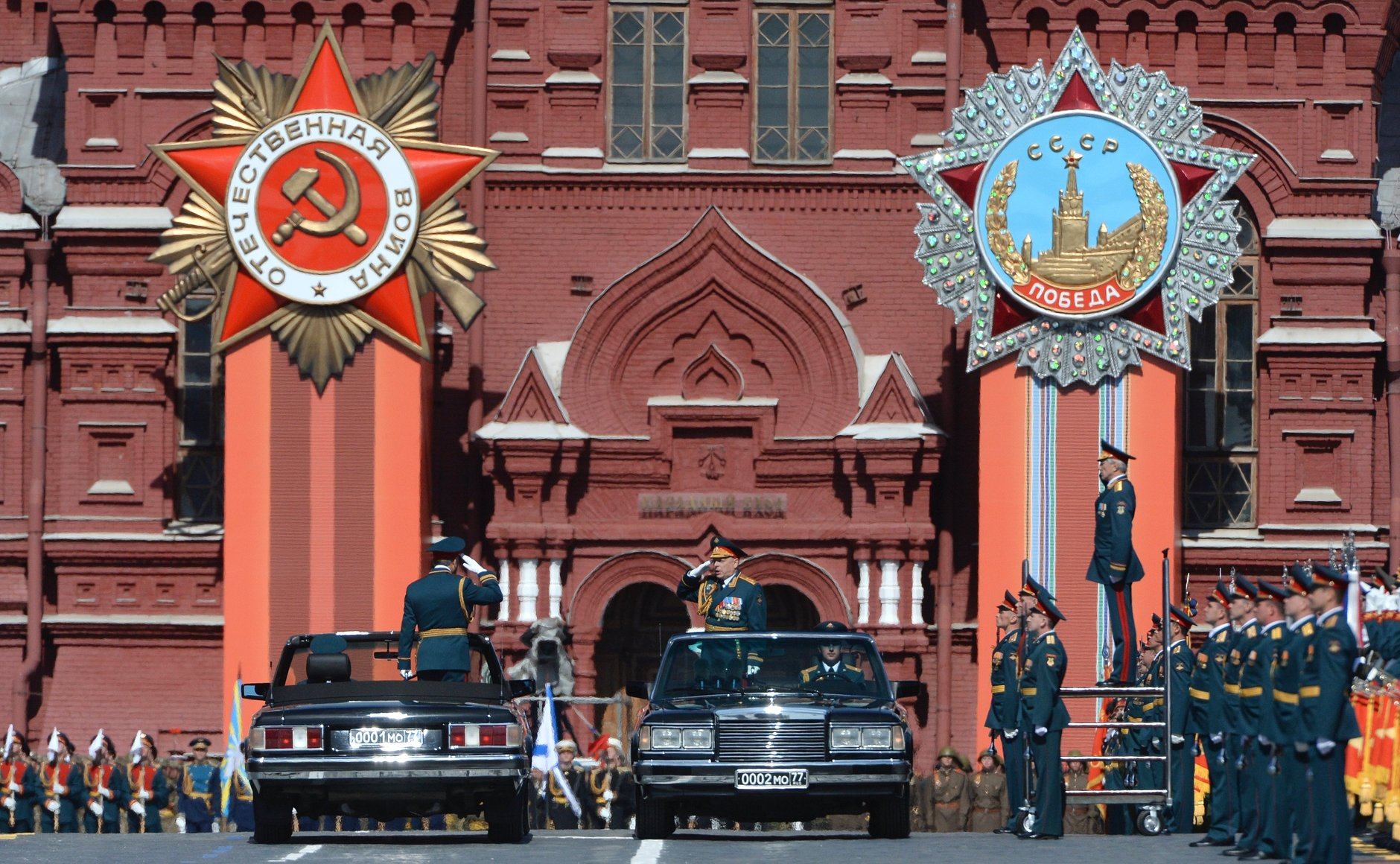
Parada wojskowa z okazji 70. rocznicy zwycięstwa, 2015

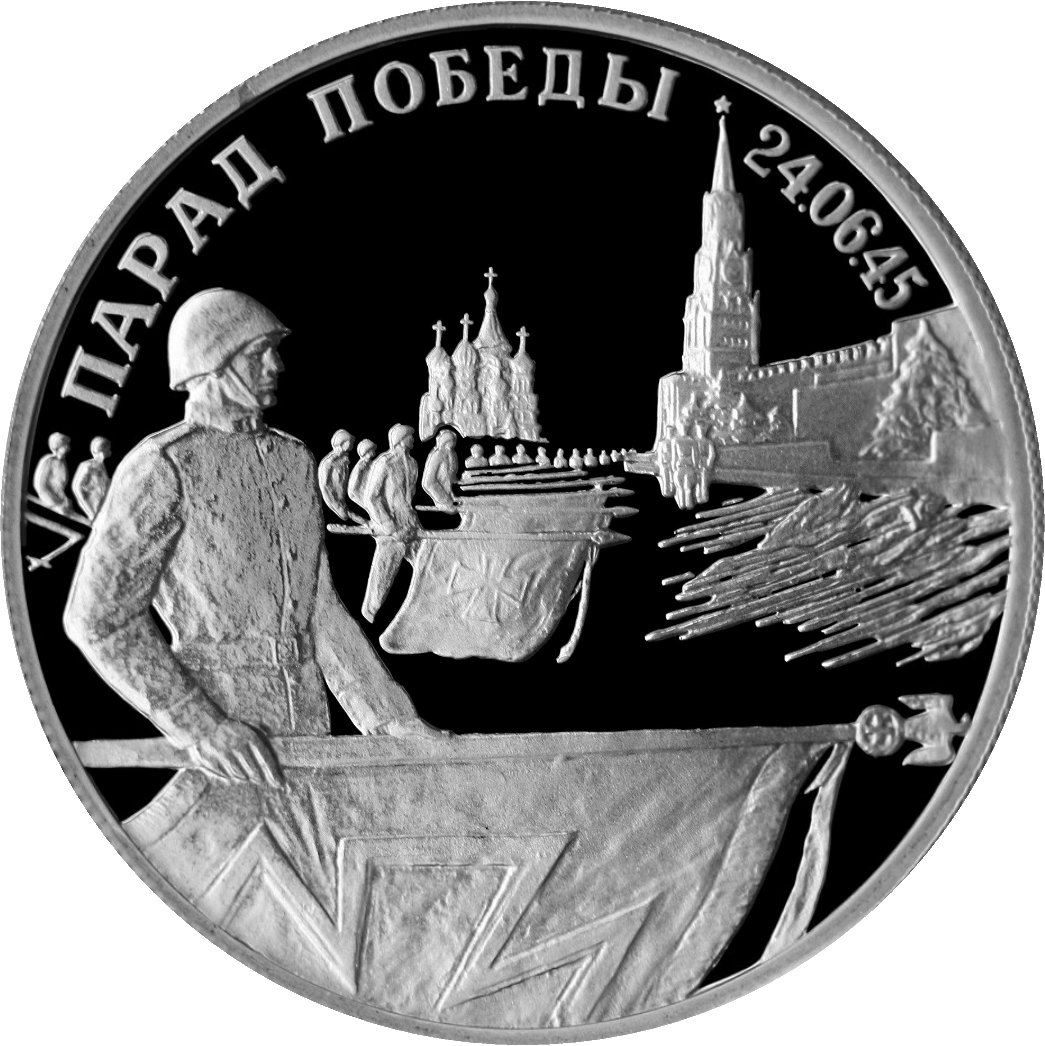
Moneta Banku Rosji z serii „Wielka Wojna Ojczyźniana”, wybita z okazji 50. rocznicy zwycięstwa, 1995

W historii ZSRR szczególnie ważne są dwie parady, które odbyły się na placu Czerwonym: 7 listopada 1941 roku w czasie marszu Niemców na Moskwę i Parada Zwycięstwa 24 czerwca 1945 roku. Następnie w latach rocznicowych 1965, 1985 i 1990 odbyły się wojskowe Parady Zwycięstwa. Dekretem Prezydium Rady Najwyższej ZSRR z 8 maja 1945 roku „O ogłoszeniu 9 maja świętem zwycięstwa”, dzień 9 maja uznano za święto wolne od pracy. Dekretem z 23 grudnia 1947 roku 9 maja z powrotem uznano za dzień roboczy. Dekretem z 26 kwietnia 1965 roku Dzień Zwycięstwa ponownie stał się dniem wolnym od pracy. Po dwudziestoletniej przerwie w 1985 roku odbyła się parada z okazji 40. rocznicy zwycięstwa, a przez plac Czerwony przeniesiono Sztandar Zwycięstwa. Kolejna parada zorganizowana została w 1990 roku, a następna odbyła się dopiero w 1995 roku, już po rozpadzie ZSRR.
Parada rocznicowa z okazji 50. rocznicy zwycięstwa w 1995 roku składała się z dwóch części: parady weteranów i uczestników frontu domowego na placu Czerwonym oraz defilady sprzętu wojskowego z garnizonu moskiewskiego na Pokłonnej. W paradzie wzięło udział łącznie 4939 osób, w tym 487 Bohaterów Związku Radzieckiego, czterech Bohaterów Federacji Rosyjskiej i 109 pełnych kawalerów Orderu Sławy. Pochodem dowodził generał armii Władimir Goworow, a gospodarzem był marszałek ZSRR Wiktor Kulikow. Sztandar Zwycięstwa niósł dwukrotny Bohater Związku Radzieckiego, emerytowany generał pułkownik lotnictwa Michaił Odincow. W paradzie uczestniczyły połączone pułki z dziesięciu frontów ze sztandarami bojowymi, które odzwierciedlały formację z 1945 roku. Dziesięć dni później, 19 maja 1995 roku, przyjęto ustawę federalną „O utrwaleniu zwycięstwa narodu radzieckiego w Wielkiej Wojnie Ojczyźnianej 1941–1945”, zgodnie z którą Parady Zwycięstwa zaczęto organizować corocznie 9 maja. Ostatni raz Mauzoleum Lenina pełniło funkcję trybuny w 1996 roku, rok później podczas parady zbudowano przy nim specjalną trybunę. Od 2008 roku na paradach pojawia się ciężki sprzęt wojskowy.
W 2007 roku regulamin został zatwierdzony. Parada Zwycięstwa rozpoczyna się co roku 9 maja o godzinie 10:00 wraz z wyniesieniem Sztandaru Zwycięstwa i rosyjskiej flagi narodowej. W tym samym czasie minister obrony, będący gospodarzem parady, przejeżdża pod bramą Wieży Spasskiej, gdzie spotyka się z nim dowódca parady i składa ministrowi raport o gotowości wojsk. Następnie rozpoczyna się przegląd żołnierzy garnizonu moskiewskiego, po którym odtwarzany jest utwór Sławsja (tylko w 2010 roku melodia ta została zagrana na zakończenie parady). Po muzycznym wprowadzeniu prezydent Rosji, będący jednocześnie Naczelnym Dowódcą Sił Zbrojnych, przemawia do uczestników parady i widzów. Następnie wykonywany jest hymn narodowy przy akompaniamencie salutów artyleryjskich, po czym rozpoczyna się pochód wojsk i przejazd sprzętu wojskowego. W każdej paradzie uczestniczą także żołnierze przebrani w historyczne mundury wzorowane na tych z parady 1945 roku oraz jeżdżący sprzęt z epoki. Zwieńczeniem parady jest pokaz samolotów wojskowych i śmigłowców, z których wypuszczany jest dym w barwach rosyjskiej flagi narodowej. Wydarzenie jest transmitowane na żywo w kanałach telewizyjnych: Pierwyj kanał, Rossija 1, NTV, Piatyj kanał, Mir, Ren TV, TV Centr, Moskwa 24, Rossija 24 i Zwiezda, a także za pośrednictwem internetu.
W dniu 24 czerwca 2020 roku z okazji 75. rocznicy zwycięstwa na placu Czerwonym odbyła się rocznicowa defilada wojskowa, która specjalnym dekretem prezydenta Władimira Putina została przełożona z 9 maja ze względu na pandemię Covid-19. Dzień 24 czerwca został wtedy jednorazowo ogłoszony dniem wolnym od pracy.
Według historyka kultury i antropologa Siergieja Uszakina celem współczesnych Parad Zwycięstwa jest pokazanie bezpośredniego i prostego związku między teraźniejszością a przeszłością. Opierają się one na chęci urzeczywistnienia więzi pomiędzy pokoleniami, przywrócenia poczucia historycznych powiązań i zasypania czasowej przepaści pomiędzy współczesnością a wydarzeniami militarnymi, które w postradzieckiej Rosji są postrzegane jako formacyjne.

## Upamiętnienie parady z 1945 roku
W czerwcu 1994 roku został zarejestrowany Związek Uczestników Parady w Moskwie na placu Czerwonym 24 czerwca 1945 roku, którego przewodniczącym został emerytowany pułkownik Walentin Priwałow. W tym samym roku ogłoszono konkurs na odznazkę dla żyjących uczestników tej parady: przyszła odznaka „powinna być taka, aby żaden rodzaj wojsk nie poczuł się urażony”. Odznaka i legitymacja uczestnika parady zostały zatwierdzone jako atrybuty związku.
21 kwietnia 1995 Bank Rosji wyemitował pamiątkową monetę „PARADA ZWYCIĘSTWA 24.06.45” o nominale 2 ruble.
W mieście Ałmaty w Kazachstanie, obok Alei Abaja, znajduje się ulica 24 czerwca, nazwana na cześć pierwszej Parady Zwycięstwa.
W różnych okresach wydawano znaczki pocztowe przedstawiające Paradę Zwycięstwa na placu Czerwonym. Najczęstszymi tematami pierwszych radzieckich znaczków pocztowych poświęconych Dniu Zwycięstwa były świąteczne fajerwerki w Moskwie, wizerunek żołnierza Armii Czerwonej na tle kremlowskiej Wieży Spasskiej oraz właśnie Parada Zwycięstwa 24 czerwca 1945 roku.

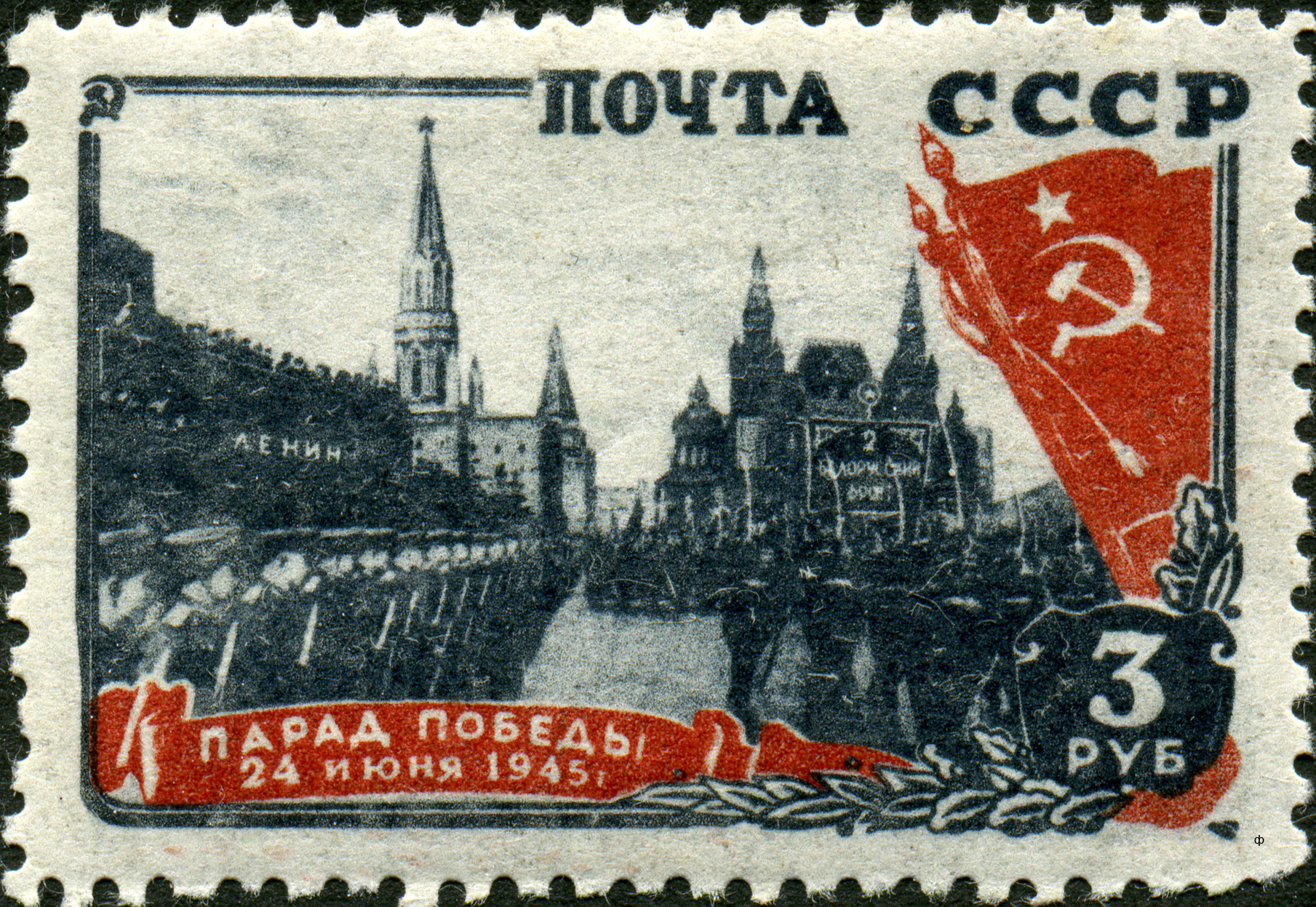
Znaczek pocztowy ZSRR przedstawiający Paradę Zwycięstwa, 1946
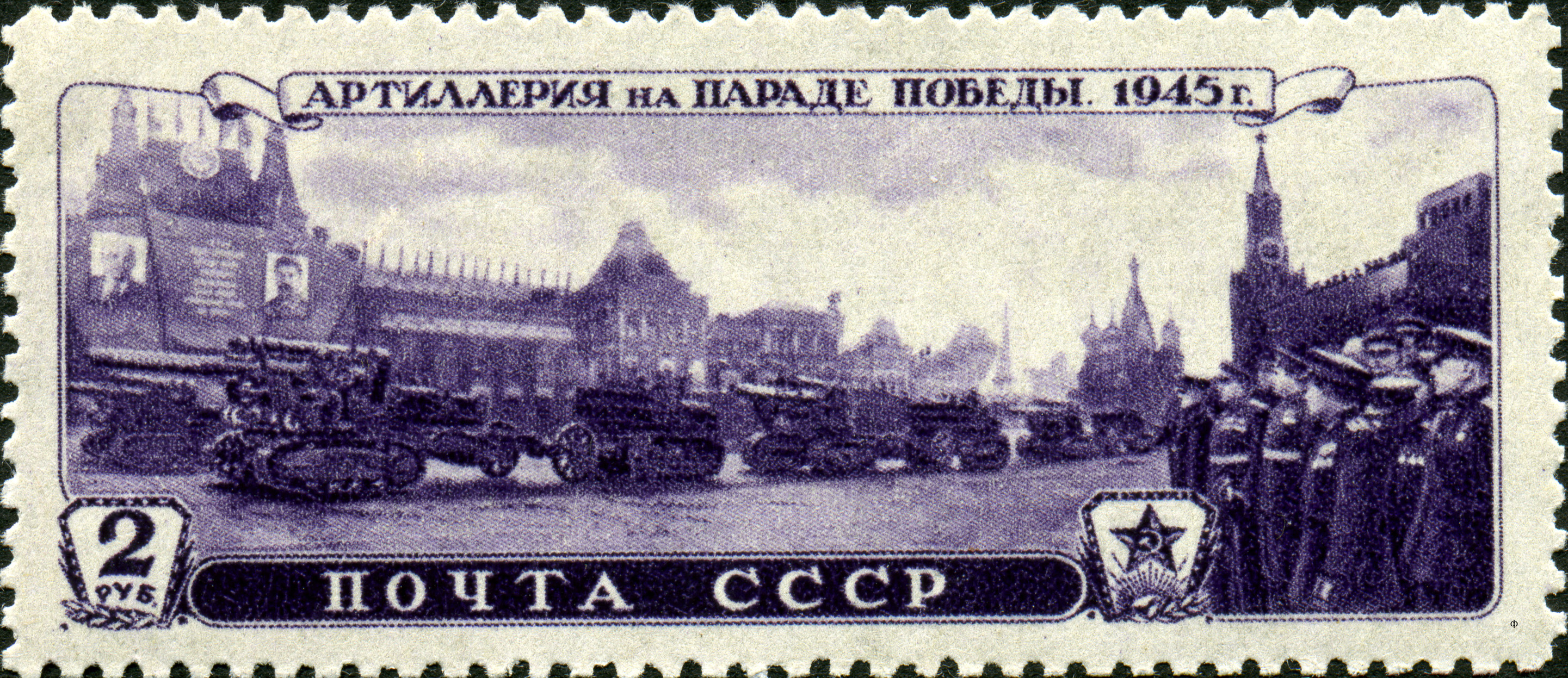
Znaczek pocztowy ZSRR przedstawiający Paradę Zwycięstwa, 1946
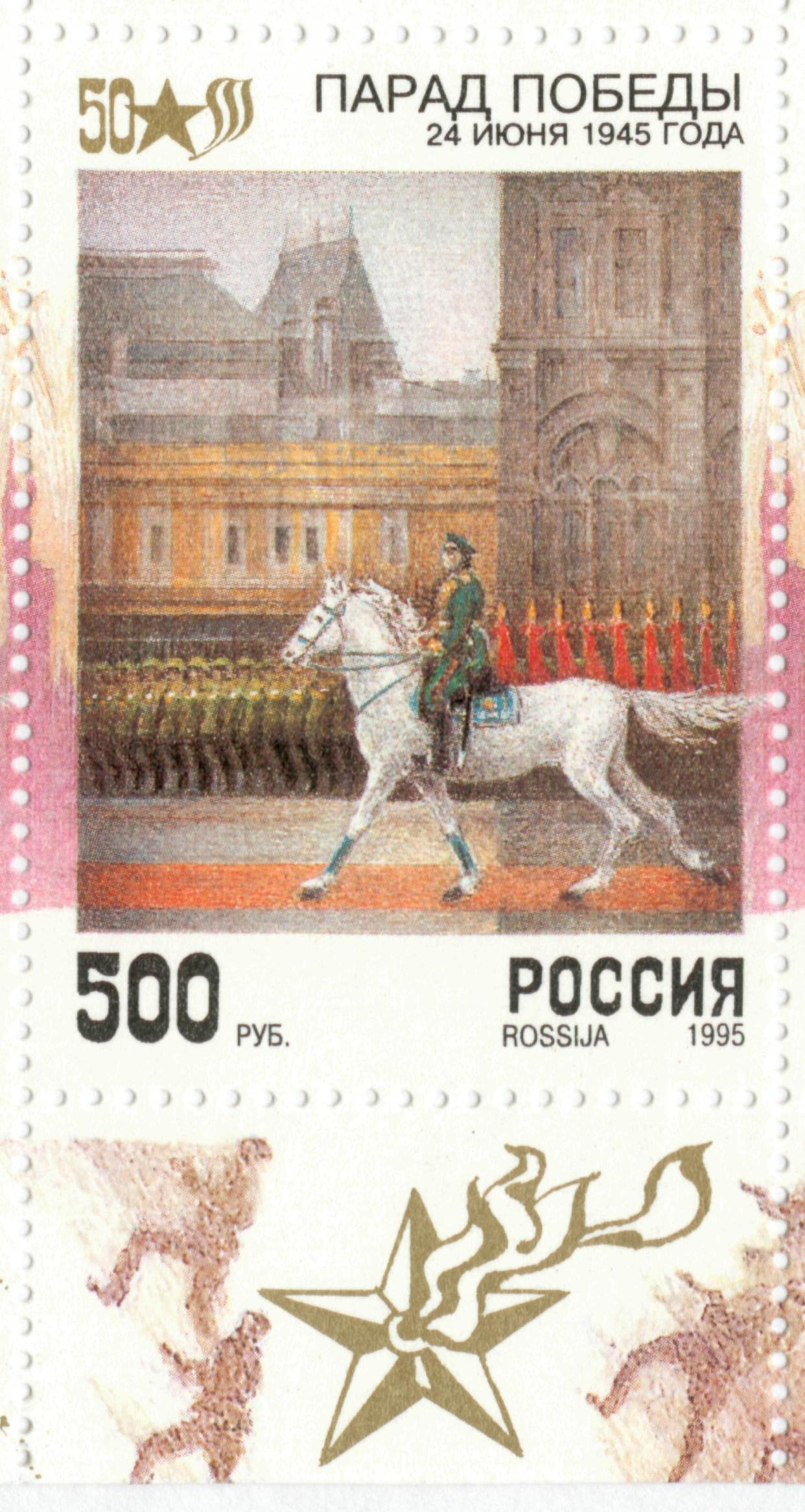
Gieorgij Żukow na białym koniu w czasie Parady Zwycięstwa. Rosyjski znaczek pocztowy, 1995
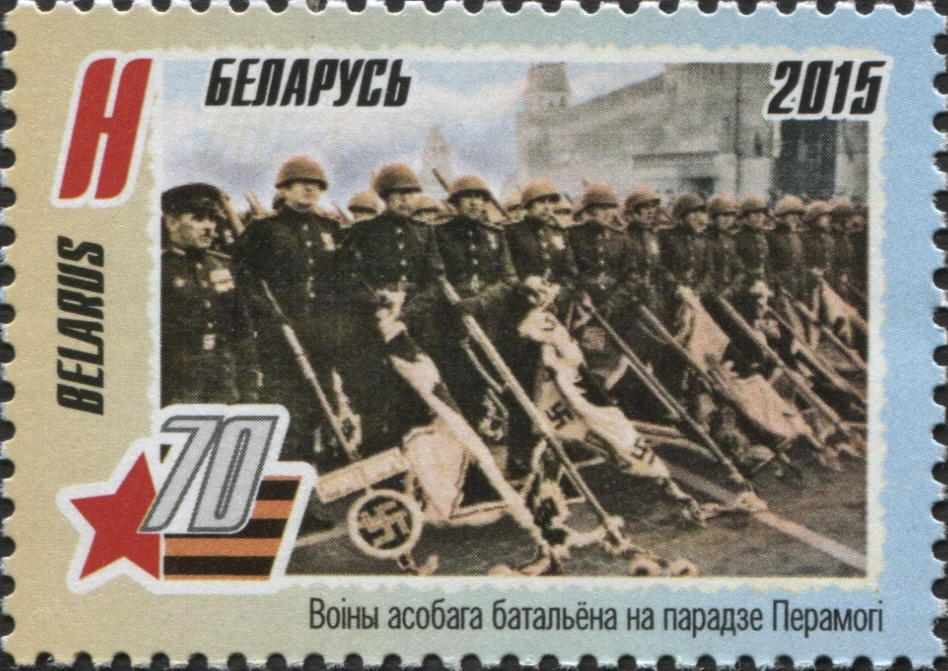
Żołnierze batalionu specjalnego na Paradzie Zwycięstwa. Białoruski znaczek pocztowy, 2015